# Бакальское
Бака́льское, а также Бакал (укр. Бакальське озеро, крымскотат. Baqqal gölü, Бакъкъал голю) — крупнейшее озеро Раздольненского района и 3-е по площади озеро Тарханкутского полуострова, расположенное на западе Раздольненского района. Площадь водного зеркала — 7,1 км². Тип общей минерализации — солёное. Происхождение — лиманное. Группа гидрологического режима — бессточное.
Площадь водосборного бассейна — 257 км².
Озеро вместе с Бакальской косой входит в ландшафтно-рекреационный парк «Бакальская коса», с общей площадью 1520 га. Бакальское озеро — одно из 6 озёр Крыма (другие — Ачи, Малое Элькинское озеро, Кояшское, Сасык, Чокракское), которое входит в состав природоохранного объекта.

## География
Входит в Тарханкутскую группу озёр. Длина — 4 км. Ширина средняя — 1,7 км, наибольшая — 3,5 км. Глубина средняя — 0,4 м, наибольшая — 0,85. Высота над уровнем моря — −0,4 м. Используется в рекреации. Ближайшие населённые пункты — сёла Стерегущее и Славное. Озеро является лечебным и используется для рекреации.
Озеро прилегает к Бакальской бухте и Каркинитскому заливу. Бакальская коса отделяет озеро от Бакальской бухты. В восточную часть озера впадают балки Романовка (длина 21 км) и Джугеньская-Ахтанская (длина 18 км), на участке при её впадении расположены солончаки. На южной береговой линии озера расположен обрывистый берег, без пляжа, высотой 11 м.
В самосадочном Бакальском озере, наряду с озёрами Джарылгач и Сасык, имеются значительные запасы поваренной соли. На промыслах Ходжака и Гелеловича выволочка соли составляла 1/2 млн пудов/год, по данным 1925 года добыча составляла 6400 тонн ежегодно.
Среднегодовое количество осадков — 350—400 мм. Основной источник — поверхностные и подземные (Причерноморского артезианского бассейна) воды.
Это место отдыха перелётных водоплавающих птиц весной и — местообитание кочующих птиц. Фауна озера скудная. в Бакальском озере зарегистрировано максимальное видовое богатство для солёных озёр Крыма — 15 видов. Экосистема озера в 2005 году претерпела катастрофические изменения и практически утратила свой озёрный облик. Во время сильных штормов волны Чёрного моря перехлёстывали косу, отделяющую озеро от моря, и занесли с собой черноморские хищные виды животных, которые заняли в озере лидирующее положение.

## Рекреация
Постановлением КМУ № 1499 от 11.12.1996 г. озеро, отнесено к категории лечебных. На дне Бакальского озера расположены залежи лечебных грязей, их объём составляет 4 тыс. м³.
Бакальская коса и озеро с их прибрежной морской акваторией (аквальным комплексом) представляют собой оригинальные геоморфологические образования, иллюстрирующие процессы формирования соляного озера морского происхождения. Аквальный комплекс включает прибрежную часть Каркинитского залива, вокруг Бакальской косы и озера, шириной 300 м.